# Brian Franks
Brian Forster Morton Franks (1910-1982) est un lieutenant-colonel britannique du Special Air Service et un agent du MI6.

## Biographie
Cadet du peloton d'élève-officier de Eton College, Franks est nommé sous-lieutenant des Transmissions (Royal Corps of Signals) de l’Armée territoriale le 10 juin 1939.
Il rejoint le Commando no 8 en 1940. Au sein de la Layforce, il combat en Crète en 1941, puis commande l’escadron « Fantôme » du SAS, chargé du renseignement et de la reconnaissance, au Moyen-Orient, avant de faire la campagne d’Italie, en 1943 ; il est décoré de la Military Cross le 27/01/44.
En mars 1944, il remplace le lieutenant-colonel William « Bill » Joseph Stirling (1911-1983), jeune frère de David Stirling, à la tête du 2e Régiment SAS pendant la campagne de France, à partir de juillet 1944, puis d'Allemagne en 1945 ; il est décoré du Distinguished Service Order le 22/03/45. 
Il dirige notamment l'opération Loyton menée de concert avec la résistance française dans les Vosges d'août à septembre 1944.
Dissous en octobre 1945, les deux régiments SAS sont recréés en septembre 1947 et Franks est leur premier commandant en chef, jusqu’en 1950.
En 1949, dans le cadre du projet Valuable mené conjointement par le MI6 et la CIA pour déstabiliser le régime communiste albanais de Enver Hoxha, il dirige une école spéciale dans la zone britannique de Berlin, où il assure la formation militaire de réfugiés albanais recrutés dans les camps en Italie.
Promu lieutenant-colonel le 1er mai 1947, il reçoit le 21 avril 1950 la médaille des services valeureux de l'Armée territoriale (TD, Territorial Decoration). Breveté colonel le 1er mai 1950.
En mars 1963, il participe avec Neil McLean, Julian Amery et David Stirling à l'élaboration de l'intervention armée au Yémen, avec l'aide d'anciens SAS.
Il part en retraite, avec le grade de lieutenant-colonel, le 12 septembre 1965.
Colonel honoraire du 21e Régiment SAS (Artists Rifles) de la réserve territoriale de février 1951 à avril 1973.
Colonel commandant (titre honorifique) de la brigade SAS (21e, 22e et 23e Régiments) de janvier 1977 à mai 1980.
Brian Franks fut directeur de l’hôtel Hyde Park, à Londres de 1959 à 1972.